# Grimes (musicista)
Grimes, pseudonimo di Claire Elise Boucher (Vancouver, 17 marzo 1988), è una cantante e musicista canadese.
Attiva anche come disegnatrice e regista di videoclip musicali, ha pubblicato il suo album in studio d'esordio Geidi Primes nel 2010.

## Biografia

### Primi anni di vita
Nata e cresciuta a Vancouver, è di origini ucraine ed inglesi. Nella città della Columbia Britannica per 11 anni si dedica alla danza classica, mentre all'età di 18 anni si trasferisce a Montréal, dove frequenta la McGill University e inizia ad approcciarsi alla musica sperimentale.
Inizia a comporre fin dagli esordi e a registrare del materiale con il nome Grimes, in omaggio al genere musicale del grime, che ha conosciuto grazie al sito MySpace, dove pubblica i suoi primi esperimenti con la musica. Il progetto riscuote successo e Claire comincia a concentrarsi su questa attività, iniziando a saltare alcune lezioni di università, la quale, da parte sua, decide di espellerla. Inizia quindi ad organizzare concerti e radunare diversi musicisti sperimentali con cui collabora per la fondazione di una sala prove chiamata Lab Synthèse.

### Carriera

#### 2010-2011: Gli esordi
Il debutto di Grimes avviene nel 2010, quando viene pubblicato l'album Geidi Primes, edito dalla Arbutus Records, etichetta che si occuperà anche delle successive uscite discografiche. Il disco vuole offrirsi come un concept ispiratosi all'insieme di romanzi di fantascienza del Ciclo di Dune.
Verso la fine dello stesso anno viene pubblicato anche il secondo album, dal titolo di Halfaxa.
Nel 2011 Grimes pubblica uno split album 12" realizzato con un altro artista canadese, d'Eon, ed intitolato Darkbloom. Nel maggio dello stesso anno apre i concerti della lega nordamericana del tour di Lykke Li, mentre in agosto il suo disco d'esordio, visti i riscontri positivi del pubblico e della critica, viene ristampato dalla No Pain in Pop Records sia in formato CD che in vinile. Collabora inoltre con Majical Cloudz e con il DJ e produttore Blood Diamonds.

#### 2012-2014: Il successo conVisions
Nel gennaio 2012 firma un contratto con l'etichetta discografica indipendente 4AD, con la quale pubblica il suo terzo LP dal titolo Visions nel periodo intercorrente tra i mesi di febbraio e marzo, mentre in Canada viene distribuito dalla Arbutus. Il singolo che la consacra è "Oblivion", il quale riceve un forte apprezzamento da parte della critica specializzata.
Dopo l'uscita dell'album, ha dichiarato che a causa di una rigida data di uscita prefissata con l'etichetta, la maggior parte del progetto è stata realizzata nel giro di sole tre settimane, tra cui un periodo di nove giorni in totale isolamento senza cibo o riposo. Il disco è stato interamente prodotto e registrato da Claire nella sua camera a Montreal, utilizzando esclusivamente il software gratuito Garageband.
Nel 2013 Grimes trionfa nella categoria di artista dell'anno ai Webby Awards, mentre in occasione dei Juno Awards, il suo disco Visions viene proclamato miglior album di musica elettronica. Negli anni successivi, il singolo "Oblivion" viene inserito da Pitchfork nella classifica delle 200 migliori canzoni del decennio, classificandosi al secondo posto.

### 2015-2017:Art Angels
Nel marzo 2015 realizza un video-tour sulle note di "REALiTi", un provino inedito, per poi collaborare con i Bleachers nella traccia "Entropy". Durante l'estate dello stesso anno apre i concerti del The Endless Summer Tour della collega Lana Del Rey. Il 20 ottobre 2015 annuncia il nuovo progetto, intitolato Art Angels, pubblicando sul suo profilo Instagram la copertina. Nell'album, uscito il 6 novembre 2015, il suono dell'artista cambia radicalmente rispetto a Visions, sia in termini di produzione, che presenta un utilizzo di strumenti musicali più variegati rispetto ai progetti precedenti, che in termini di voce, che suona più chiara e definita.
Durante il 2016, Grimes ha girato l'Europa nell' "Ac!d Rain Tour" insieme alla collega Hana, durante il quale le due hanno girato svariati video musicali per alcune canzoni dei rispettivi album (ovvero "Butterfly", "World Princess Part II", "Belly of the Beat" e "Scream") che sono poi stati pubblicati su YouTube.

#### 2018-presente:Miss Anthropocene
Tra la fine del 2017 e i primi mesi del 2018 inizia la rottura con l'etichetta 4AD. Grimes infatti dichiara che l'album che sperava di terminare entro l'anno non potrà venire alla luce a causa di un disaccordo con l'etichetta, che cercava un suono simile ad Art Angels, visto il riscontro positivo del pubblico. L'artista annuncia quindi il posticipo del progetto corrente.
Durante il 2018 appare in molte canzoni di altri artisti, tra i quali "PYNK", con Janelle Monáe, "Play Destroy", con Poppy, e "nihilist blues", con Bring Me the Horizon. A novembre dello stesso anno, Grimes pubblica il singolo "We Appreciate Power", in collaborazione con Hana.
Nel marzo 2019 annuncia il titolo del nuovo album, Miss Anthropocene, un concept album il cui tema è una distopia ispirata alla mitologia romana dove i grandi problemi dei nostri giorni (come il cambiamento climatico e la dipendenza da stupefacenti) prendono vita sotto forma di "nuove divinità", con data di uscita prevista per il febbraio 2020. Durante il resto dell'anno pubblica quattro singoli estratti dall'album: "Violence", "So Heavy I Fell Through The Earth", "My Name is Dark" e "4AEM". Quest'ultimo debutta ai Game Awards dove viene annunciato che Grimes parteciperà alla creazione della colonna sonora del videogioco Cyberpunk 2077.
Nel febbraio 2020, pochi giorni prima dell'uscita di Miss Anthropocene, pubblica il video del quinto singolo: "Delete Forever". Il 21 dello stesso mese, l'album viene pubblicato, seguito dal video del sesto estratto: "IDORU".
Ad aprile 2020 viene pubblicato un video musicale per la canzone "You Will Miss Me When I'm Not Around". In Ottobre dello stesso anno, in un'intervista con Grammy Museum, annuncia di essere al lavoro sul nuovo album. Nel frattempo, pubblica i due singoli Player of Games e Shinigami Eyes.

## Vita privata
Ha avuto dei legami sentimentali con l'imprenditore Elon Musk, da cui il 4 maggio 2020 è nato un primo figlio, chiamato X Æ A-XII (da pronunciarsi “X AI Archangel” e soprannominato “X”; in origine, il nome era X Æ A-12).
La coppia ha dichiarato l'intenzione di lasciarsi Il 25 settembre 2021, con la motivazione ufficiale del lavoro di Elon Musk in SpaceX e Tesla, che richiede la sua continua presenza in Texas e all'estero, salvo poi rimettersi insieme e annunciare l'arrivo di una figlia, Exa Dark Sideræl Musk, nata con maternità surrogata nel dicembre dello stesso anno. I due hanno poi annunciato di essersi lasciati di nuovo nonostante non si sappia precisamente quando ci sia stata  la rottura. Il giorno 1º settembre 2023, Musk conferma in conferenza stampa di aver avuto un terzo figlio da Grimes, di nome Tau Techno Mechanicus.

## Stile musicale
Il suo stile musicale è molto variegato: comprende una combinazione atipica di elementi vocali ed influenze sonore, dall'industrial all'elettronica, passando per il pop, l'RnB e anche la musica medievale. Tra le artiste a cui è stata maggiormente accostata vi sono Björk ed Enya. Gli strumenti principali con cui lavora sono tastiere e sintetizzatore, talvolta accompagnati da batteria e occasionalmente dalla chitarra. Grimes utilizza spesso tecniche di loop e di stratificazione, che, combinate con l'uso pesante del riverbero, danno alla sua musica un effetto ethereal. Nel 2019 Grimes inizia una petizione per riconoscere l'ethereal come un vero e proprio genere musicale, data la difficoltà nel catalogare la propria musica utilizzando i generi già esistenti. Nel 2021 riesce nell'intento e collabora con Spotify per realizzare una playlist dedicata al neonato genere.

## Discografia

### Album in studio
- 2010 – Geidi Primes
- 2010 – Halfaxa
- 2012 – Visions
- 2015 – Art Angels
- 2020 – Miss Anthropocene

### Extended play
- 2007 – Lethe
- 2011 – Darkbloom
- 2012 – Ambrosia
- 2022 – Fairies Cum First

### Singoli
- 2012 – Genesis
- 2014 – Go (con i Blood Diamonds)
- 2015 – Entropy (con i Bleachers)
- 2015 – Flesh Without Blood
- 2016 – Kill V. Maim
- 2016 – California
- 2018 – We Appreciate Power (con Hana)
- 2019 – Violence (con I_o)
- 2019 – So Heavy I Fell Through the Earth
- 2019 – My Name Is Dark
- 2019 – 4ÆM
- 2020 – Delete Forever
- 2021 – Player of Games
- 2022 – Shinigami Eyes
- 2023 – I Wanna Be Software
- 2025 – idgaf

### Album di remix
- 2021 – Miss Anthropocene (Rave Edition)